# Dichrogaster trochanteralis
Dichrogaster trochanteralis là một loài tò vò trong họ Ichneumonidae.